# Distretto di Savaştepe
Il distretto di Savaştepe (in turco: Savaştepe ilçesi) è un distretto della Turchia nella Provincia di Balıkesir con 19.466 abitanti (dato 2012) dei quali 9.509 urbani e 9.957 rurali 
Il capoluogo è la città di Savaştepe.

## Geografia antropica

### Suddivisioni amministrative
Il distretto è suddiviso in 2 comuni (Belediye) e 44 villaggi (Köy)